# Schlatt (Gewässer)

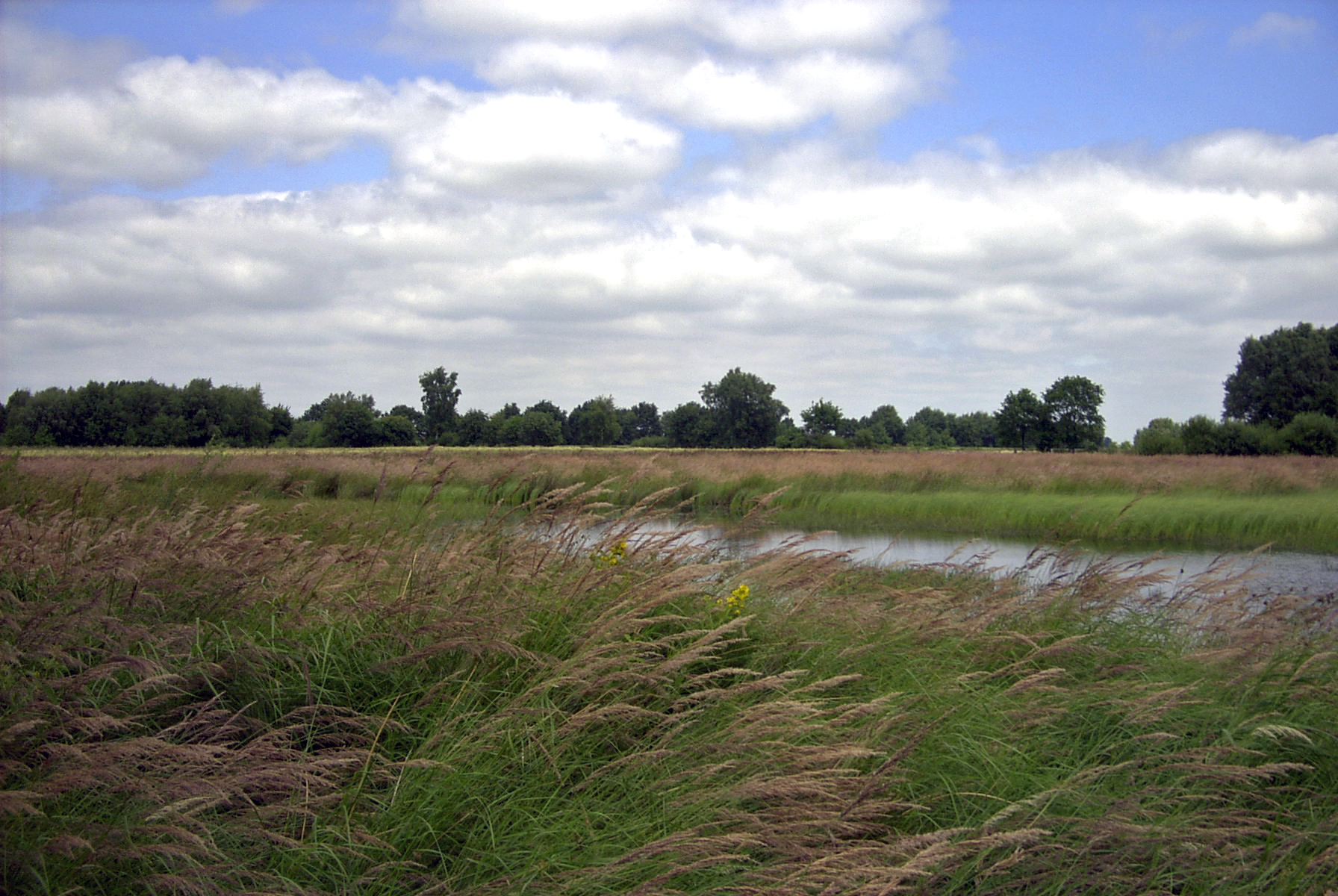
Ein Schlatt in der Nähe der Stadt Syke, Niedersachsen

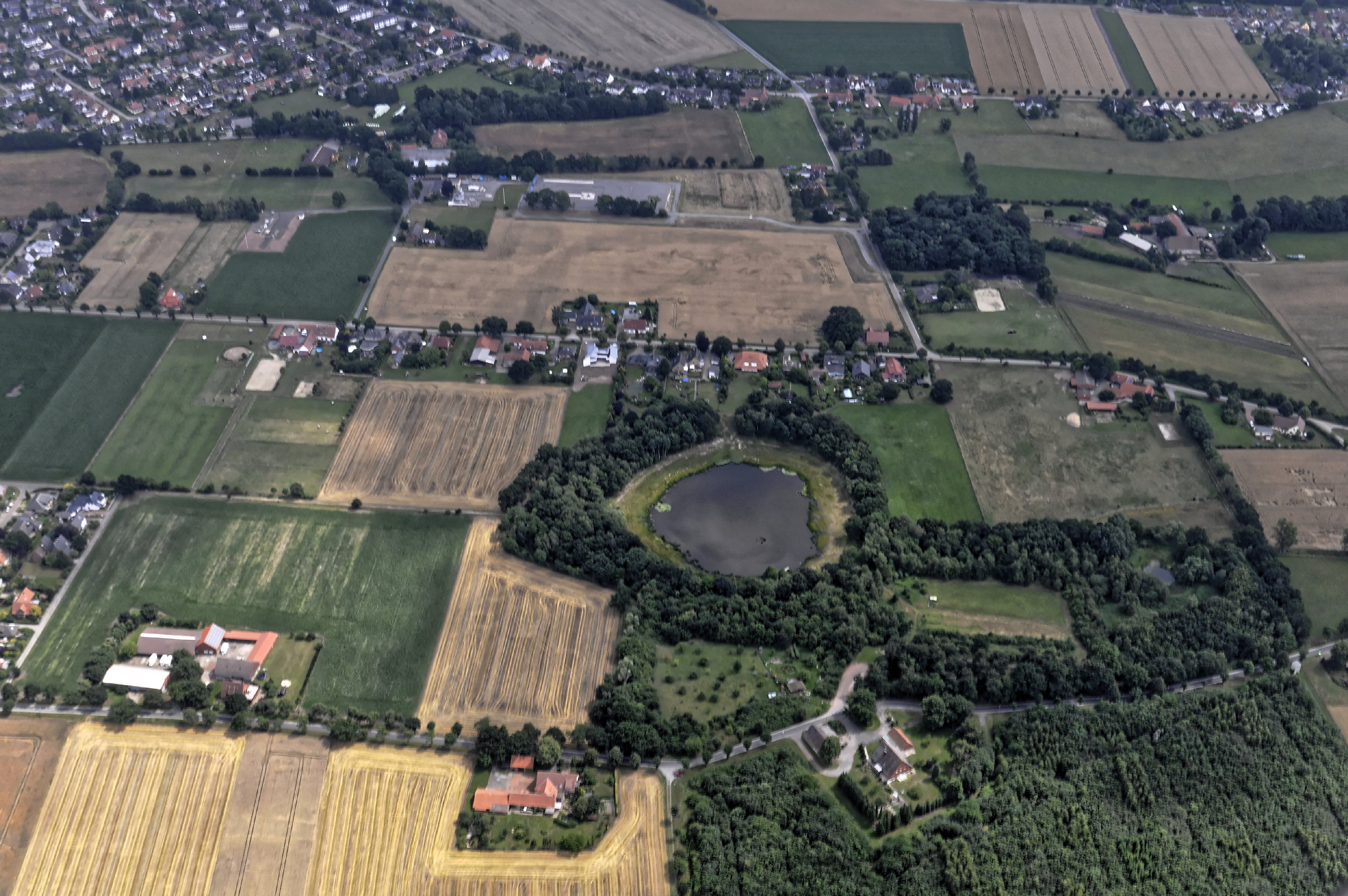
Das Schlatt „Großes Moor“ bei Weyhe, Niedersachsen

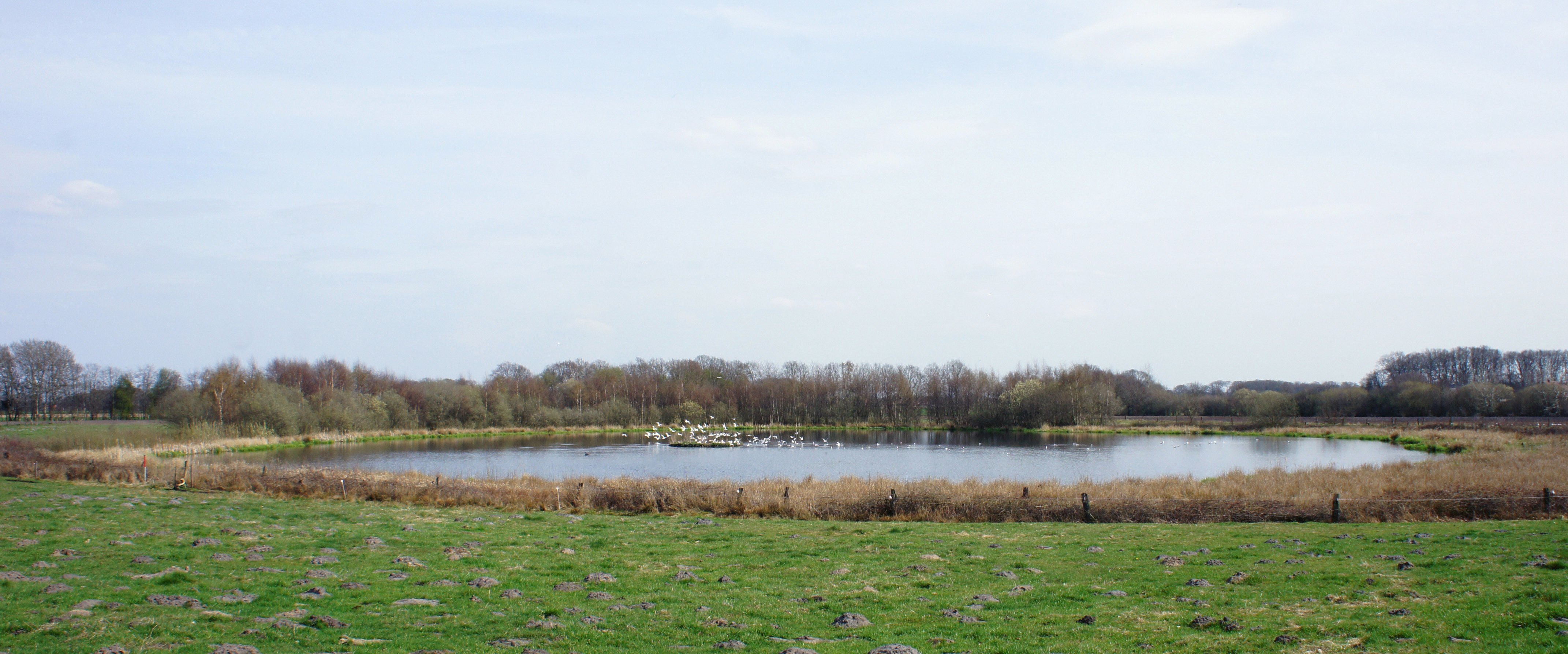
Das Lachmöwenschlatt bei Brettorf, Niedersachsen

Schlatt oder Flatt ist der niederdeutsche Name für einen Heideweiher, ein naturnahes, stehendes, meist abflussloses Kleingewässer von geringer Tiefe, das von Oberflächenwasser gespeist wird und vom Grundwasser weitgehend unbeeinflusst ist. Einzeln können solche Gewässer Zu‑ und Abfluss von Bächen haben. Das Wasser wird durch eine wasserhaltende Schicht gestaut. Schlatts können zeitweilig trockenfallen.
Schlatts sind kennzeichnend für die nährstoffarmen Geestrücken des Norddeutschen Tieflandes. Sie sind überwiegend als Windausblasungsmulden im Periglazialgebiet der letzten Kaltzeit entstanden. Der Begriff ist niederdeutschen Ursprungs und wird vor allem für die Gewässer in dem genannten Raumausschnitt verwendet. 
Im Landkreis Diepholz (Niedersachsen) hat sich die „Stiftung Naturschutz“ um die Erhaltung von Schlatts im Rahmen eines „Schlattprogramms“ verdient gemacht. In freiwilliger Zusammenarbeit mit den Flächeneigentümern und der Landwirtschaft werden über 300 Kleingewässer/Schlatts saniert und betreut, um sie als Lebensräume für selten gewordene Tier- und Pflanzenarten zu erhalten.